# Acid Casuals
Acid Casuals est un groupe de musique gallois formé de membres de Super Furry Animals et de Big Leaves (en).

## Description
Basé à Cardiff, le groupe est impliqué dans le monde de la musique mais aussi dans celui de la mode et des arts. Leur marque de mode AC est créée en 1997 et la AC Capsule Gallery ouvre ses portes sur Charles Street à Cardiff en 2002,.
Leur film Lexy Funk est tourné à New York et rend leur musique populaire dans le sud du Pays de Galles. Le groupe fournit également fourni les sons du festival Super Furry Tank durant l'été 1997.

## Membres
- Cian Ciaran, claviériste des Super Furry Animals
- Kev Tame, de Big Leaves
- Llŷr Ifans, acteur (Twin Town) et frère de Rhys Ifans, membre de The Peth et de Super Furry Animals.
- Kris Jenkins, batteur entre autres des Super Furry Animals
- Jon Calcio, propriétaire du Café Calcio de Cardiff

## Discographie
- 1997 : Perfect Bitch/GPG (single), lancé au Tokyo Fashion Show
- 2002 : Filthy Pitch/Code (single)
- 2005 : Wa Da Da (single)
- 2005 : Bowl Me Over (single)
- 2006 : Omni (album), Placid Casual (en)